# Operazione Pheasant
Operazione Pheasant fu il nome in codice di un'offensiva sferrata dalle forze degli Alleati tra l'ottobre e il novembre 1944 nei Paesi Bassi meridionali, nell'ambito dei più vasti scontri del fronte occidentale della seconda guerra mondiale.
Originatasi dal fallimento della precedente operazione Market Garden del settembre 1944, l'operazione era intesa anche come manovra d'appoggio alla contemporanea offensiva alleata nel settore della Schelda, di vitale importanza per l'apertura al traffico del porto di Anversa, strategico per l'afflusso di rifornimenti alle armate degli Alleati. L'operazione prese avvio il 20 ottobre 1944 con un attacco a due punte nella regione del Brabante Settentrionale: il I Corps britannico, parte della First Canadian Army, attaccò in direzione nord a partire dalla zona di confine tra Belgio e Paesi Bassi, mentre il XII Corps della Second Army britannica mosse in direzione ovest a partire dal saliente tenuto dagli Alleati tra Eindhoven e Nimega.
Le forze della 15. Armee tedesca non erano in grado di fare fronte alla sproporzione di forze messa in campo dagli Alleati, ma attuarono comunque azioni dilatorie e opposero una dura resistenza all'avanzata nemica; la città di 's-Hertogenbosch, in particolare, fu duramente contesa con una lotta casa per casa che causò diversi danni al centro abitato. Per il 5 novembre, comunque, la resistenza tedesca era stata sconfitta e quasi tutto il territorio olandese a sud del fiume Mosa era stato liberato dagli Alleati.

## Antefatti
Nel settembre 1944 le forze degli Alleati occidentali diedero l'avvio all'operazione Market Garden, una grossa offensiva sferrata a partire dal Belgio settentrionale attraverso i Paesi Bassi meridionali in direzione delle città di Eindhoven e Nimega fino ad Arnhem e al suo strategico ponte sul basso corso del Reno (Nederrijn); lo scopo dell'operazione era quello di attraversare il vasto ostacolo del Reno passando da nord e aggirando così le difese tedesche della Linea Sigfrido poste ai confini occidentali della Germania, in preparazione della spinta finale in direzione di Berlino. Unità paracadutiste e aviotrasportate degli Alleati furono in grado di impossessarsi dei ponti principali che attraversavano i vari corsi d'acqua della zona, rendendo più spedita l'avanzata dei reparti terrestri in marcia dal Belgio; i paracadutisti fallirono però nel mantenere il possesso dell'ultimo ponte, quello di Arnhem, che fu quindi riconquistato dai tedeschi. L'avanzata degli Alleati fu quindi bloccata poco a nord di Nimega nella zona compresa tra i fiumi Waal e Nederrijn, risultando nella creazione di uno stretto saliente proteso dal Belgio verso nord attraverso i Paesi Bassi sud-orientali, vulnerabile agli attacchi. Tra la fine di settembre e i primi giorni di ottobre i tedeschi sferrarono una serie di controffensive contro il saliente, in particolare nella zona di Nimega, salvo però venire respinti dalla resistenza dei reparti anglo-statunitensi.
Oltre ad assalire la punta del saliente a Nimega, forze tedesche sferrarono attacchi contro il suo fianco orientale a partire da una testa di ponte in loro possesso a occidente del fiume Mosa nei pressi della città di Venlo; ai primi di ottobre le forze alleate sferrarono quindi un'offensiva nella zona (operazione Aintree), eliminando questa minaccia seppur al costo di dure perdite. Il comando alleato volse quindi la sua attenzione al fianco occidentale del saliente, dove le forze tedesche concentrate nei pressi di Tilburg e 's-Hertogenbosch rappresentavano una minaccia che doveva essere eliminata al fine di ampliare la linea del fronte.
Fu quindi progettata un'operazione volta a liberare dall'occupazione tedesca la porzione centrale e occidentale della provincia olandese del Brabante Settentrionale, tramite una forte spinta offensiva verso ovest lungo l'asse da 's-Hertogenbosch a Breda; l'operazione aveva anche lo scopo di supportare l'imminente offensiva alleata nella zona dell'estuario della Schelda più a ovest. Il 21st Army Group alleato avrebbe portato a termine l'operazione impiegando sia un corpo d'armata della First Canadian Army, che avrebbe attaccato verso nord a partire dal confine belga-olandese, che un corpo d'armata della Second Army britannica, che avrebbe mosso verso ovest a partire dal saliente di Nimega. L'inizio dell'offensiva, designata con il nome in codice di "operazione Pheasant" ("Fagiano" in lingua inglese), venne quindi fissato per il 20 ottobre 1944.

## Piani e schieramenti

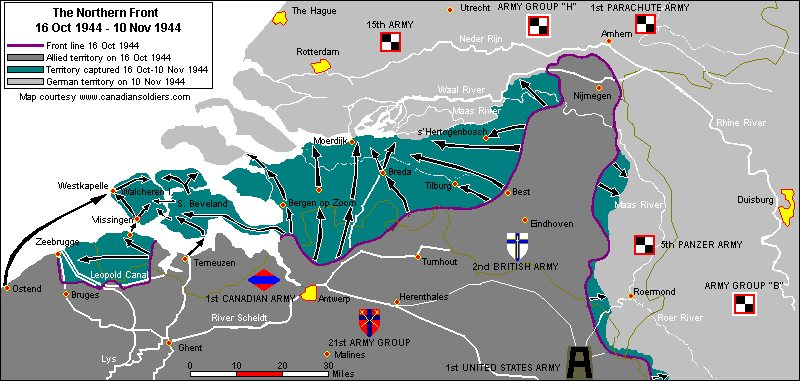
Mappa generale delle operazioni degli Alleati nei Paesi Bassi meridionali tra il 16 ottobre e il 10 novembre 1944

A partire dal 16 ottobre 1944, il comandante del 21st Army Group alleato, il feldmaresciallo Bernard Montgomery, rischierò la Second Army britannica del generale Miles Dempsey in modo che il suo pieno peso centrale fosse disponibile per supportare l'offensiva anglo-canadese lungo la Schelda volta a riaprire al traffico alleato il porto di Anversa, destinato a diventare lo scalo principale per l'approvvigionamento degli eserciti occidentali; l'ala destra dell'armata venne mossa lungo le rive della Mosa mentre l'ala sinistra prendeva posizione a circa 16 chilometri a sud di Tilburg. Questo rischieramento mise il XII Corps del tenente generale Neil Ritchie sul fianco sinistro del corridoio alleato tra Eindhoven e Nimega, con fronte rivolto a ovest: sulla destra del corpo presero posizione la 53rd (Welsh) Infantry Division e la 7th Armoured Division, supportate da due brigate corazzate indipendenti (la 4th e 33rd Armoured Brigade); sulla sinistra si trovavano invece due divisioni di fanteria, la 51st (Highland) Infantry Division e la 15th (Scottish) Infantry Division, supportate da una brigata corazzata (la 6th Guards Tank Brigade).
Nel corso della progettata offensiva, il XII Corps di Ritchie avrebbe condotto due distinti assalti. A partire dal primo giorno, la 53rd Infantry Division e la 7th Armoured Division avrebbero sferrato un attacco (operazione Alan) volto a catturare il grosso centro abitato di 's-Hertogenbosch: la città aveva all'epoca una popolazione di 50 000 abitanti, ed era a tutti gli effetti una specie di fortezza medievale circondata da terrapieni, un fossato e una cittadella; il centro cittadino era intersecato da vie d'acqua, rappresentate dal corso del fiume Dommel e dal canale del Zuid-Willemsvaart. La 51st Infantry Division, con la 15th Infantry Division sulla sinistra, avrebbe invece attaccato la città di Tilburg (operazione Colin) per poi proseguire la spinta in direzione nord: secondo il piano della divisione, l'attacco sarebbe partito dalla zona di Sint-Oedenrode e avrebbe visto la sua 153rd Infantry Brigade puntare sulla città di Schijndel e la 152nd Infantry Brigade ripulire dal nemico la zona boscosa a est del fiume Dommel; la 154th Infantry Brigade, imbarcata sui veicoli da trasporto corazzato Kangaroo, avrebbe atteso in riserva prima di sfruttare lo sfondamento per spingersi a catturare Esch, Boxtel e Vught come pure le cittadine e i villaggi a sud-est e sud di s'Hertogenbosch.
Il I Corps britannico del tenente generale John Crocker, schierato sul confine belga-olandese in forza alla First Canadian Army, avrebbe fornito supporto al fianco sinistro delle unità impegnate nell'operazione Colin, inviando a destra la 1 Dywizja Pancerna ("1ª Divisione corazzata") polacca a catturare la città di Breda e a sinistra la 4th Canadian (Armoured) Division a prendere il centro di Bergen op Zoom (operazione Suitcase). Sul fianco sinistro della divisione corazzata polacca, nel corso dell'operazione Rebound la 49th (West Riding) Infantry Division britannica doveva occupare la città di Willemstad e stabilire una testa di ponte sulla sponda nord del fiume Mark, che era il principale punto di traghettamento delle forze tedesche sull'Hollandsch Diep; i britannici sarebbero stati appoggiati sulla sinistra dalla 104th Infantry Division statunitense, appena assegnata in forza al I Corps di Crocker.
Le forze tedesche opposte agli Alleati erano rappresentate dalla 15. Armee del generale Gustav-Adolf von Zangen, schierata a difesa dei Paesi Bassi occidentali. L'armata si componeva di tre corpi d'armata: da ovest verso est, il LXXXIX. Armeekorps del generale Werner von Gilsa, il LXVII. Armeekorps del generale Otto Sponheimer e il LXXXVIII. Armeekorps del generale Hans-Wolfgang Reinhard.

## L'operazione

### Settore del XII Corps

#### L'inizio dell'offensiva
L'offensiva del XII Corps ebbe inizio nella notte del 22 ottobre, quando l'artiglieria britannica aprì il fuoco sulle postazioni tedesche nei dintorni del villaggio di Nuland. Le unità del corpo avanzarono subito dopo la conclusione del bombardamento, anche se le condizioni meteo erano inizialmente così pessime che gli aerei alleati non potevano prendere il volo per supportare l'avanzata; solo più avanti nel corso del giorno la visibilità migliorò a sufficienza da permettere il decollo degli apparecchi della 2nd Tactical Air Force della RAF. Grosse formazioni di bombardieri medi come pure di cacciabombardieri Hawker Typhoon e Supermarine Spitfire attaccarono i ponti sulla Mosa di Hedel e Moerdijk, ma il loro successo più grande fu la distruzione del quartier generale della 15. Armee tedesca situato a Dordrecht: due generali e una settantina di ufficiali di stato maggiore tedeschi rimasero uccisi nell'attacco.
La 53th Infantry Division, con la 71st e 160th Infantry Brigade in prima linea e la 158th Infantry Brigade in riserva nei pressi di Oss, mosse quindi all'attacco di Nuland con l'appoggio dei corazzati della 7th Armoured Division: la 71st Brigade iniziò a premere dalla linea Vinkel-Papendijk a sud mentre la 160th Brigade muoveva da Loonschestraat appena ad ovest di Geffen. Nuland fu occupata dai britannici per le 07:45 e due battaglioni tedeschi furono messi in rotta; più tardi quel 23 ottobre un contrattacco tedesco fu respinto dal fuoco delle mitragliatrici britanniche.

#### L'operazione Alan e la battaglia per 's-Hertogenbosch

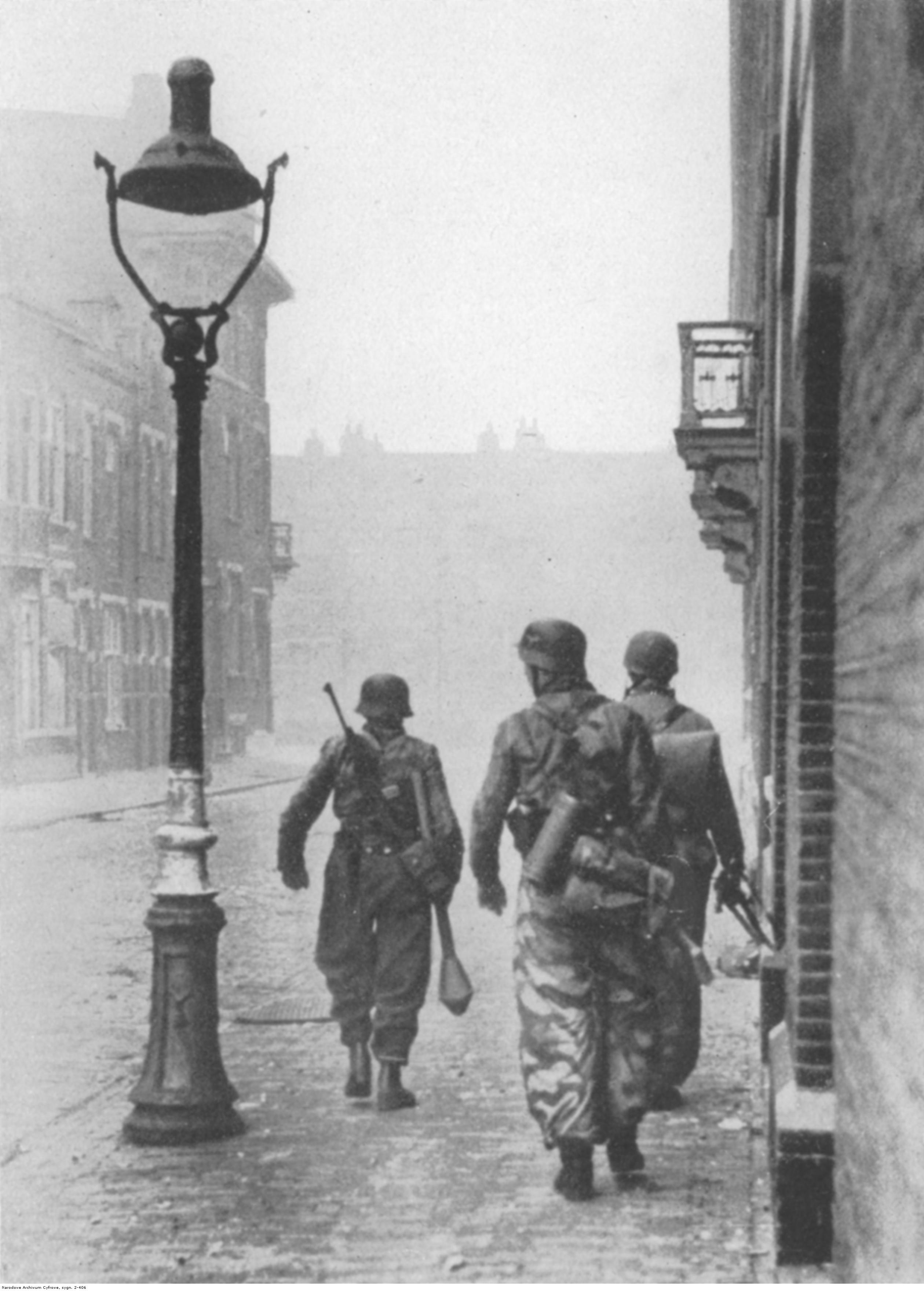
Truppe tedesche nelle strade di 's-Hertogenbosch durante i giorni della battaglia per il possesso della città

Nelle prime ore del 24 ottobre il 1/5th Battalion Welch Regiment e il 1st Battalion East Lancashire Regiment, entrambi parte della 158th Infantry Brigade, iniziarono una marcia notturna lungo la massicciata della ferrovia che conduceva a 's-Hertogenbosch; la città era presidiata dalla 712. Infanterie-Division tedesca, una formazione veterana. Una dura resistenza era già stata incontrata dai carri degli Inniskilling Dragoons della 7th Armoured Division, in particolare nella zona di Middelrode, ma i combattimenti più pesanti iniziarono non appena i reparti della 53rd Division si avvicinarono all'abitato di 's-Hertogenbosch. Alle 04:30 del 24 ottobre i primi reparti britannici raggiunsero l'estremità nord-orientale della città, forzando rapidamente la resistenza tedesca sui ponti gettati sopra i piccoli canali che circondavano il centro abitato e la sua antica cittadella; i fanti britannici erano supportati da unità di carri armati Mk IV Churchill, comprese alcune varianti lanciafiamme degli stessi (soprannominate "Crocodile") distaccate dall'organico della 79th Armoured Division.
Il 1/5th Welch cercò quindi di ripulire dal nemico la parte settentrionale della città e di catturare il ponte sul fiume Dieze, ma questa manovra andò storta: il plotone che guidava l'avanzata si perse e, sebbene fosse riuscito ad attraversare il ponte, quest'ultimo venne fatto saltare in aria alle sue spalle lasciandolo intrappolato. Cannoni d'assalto tedeschi attaccarono la posizione del plotone tagliato fuori, e benché uno dei mezzi fosse stato messo fuori uso da un colpo di PIAT, i britannici finirono ben presto le munizioni e furono costretti ad arrendersi; circa cinquanta uomini caddero in mano ai tedeschi, nonostante alcuni di essi avessero tentato di riattraversare il Dieze a nuoto.
Il 1st East Lancashire stava nel frattempo ripulendo dal nemico i quartieri della città a sud del fiume; i britannici tesero anche un'imboscata a una colonna tedesca che stava tentando di ritirarsi in città provenendo da est lungo la strada per Hintham. Carri armati e autoblindo degli Inniskilling Dragoons si gettarono in avanti e superarono la massicciata della ferrovia, ricongiungendosi alla fanteria; con il supporto dei mezzi corazzati, il 1st East Lancashire tentò di catturare i due ponti sopra il fiume Aa e il canale del Zuid-Willemsvaart: il primo fu preso intatto, ma i tedeschi riuscirono a far saltare in aria il secondo. Il battaglione prese quindi posizione in mezzo ai due corsi d'acqua e si inoltrò all'interno della città; i britannici si spinsero attraverso il lato orientale dell'abitato e due plotoni in testa si avvicinarono al ponte ferroviario sul fiume Dommel. Dopo alcuni aspri combattimenti i britannici raggiunsero il ponte solo per scoprire che era stato fatto saltare in aria; al calar della notte, tuttavia, fu individuata una vicina chiusa sul canale di fronte alla stazione ferroviaria che era ancora intatta.

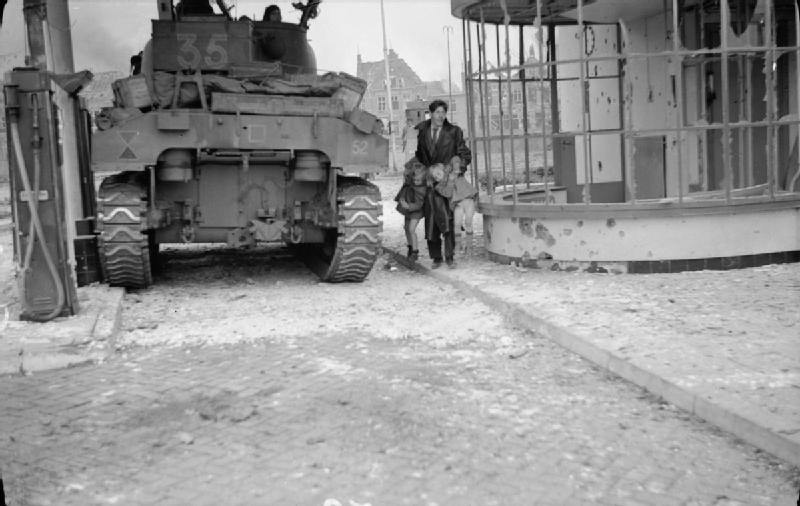
Civili olandesi si rifugiano dietro un carro armato Sherman britannico durante gli scontri nelle strade di 's-Hertogenbosch

Il giorno seguente, 25 ottobre, il 7th Battalion Royal Welch Fusiliers si unì agli scontri nel sud di 's-Hertogenbosch: coperti da una cortina fumogena e dal fuoco dei mortai, dei carri armati e dei lanciafiamme "Crocodile" i britannici superarono d'assalto la chiusa e sopraffecero la postazione difensiva tedesca nelle vicinanze; l'assalto colse completamente di sorpresa i tedeschi, 25 dei quali caddero prigionieri dei britannici. Il resto del battaglione superò il canale e stabilì quindi una solida testa di ponte sulla riva occidentale del Dommel; i Royal Engineers si misero quindi all'opera per lanciare un ponte Bailey per i veicoli. Al fianco del battaglione gemello, anche il 6th Battalion Royal Welch Fusiliers aveva tentato di attraversare il canale con delle imbarcazioni, ma i tedeschi avevano rinforzato la zona e dopo che uno dei natanti venne colato a picco dal fuoco nemico il tentativo fu abbandonato. Il 1st East Lancashire continuò a ripulire dal nemico i quartieri meridionali della città muovendo verso nord lungo la sponda del Dommel, mentre i Royal Welch Fusiliers facevano lo stesso procedendo in direzione ovest sulla sponda opposta del fiume; i due battaglioni si ricongiunsero infine intorno alle 22:00.
Gli scontri proseguirono ancora il 26 ottobre, mentre le forze britanniche si spostavano da sud verso nord attraverso la zona della stazione ferroviaria, in preda a un violento incendio. Gli scontri andarono avanti fino al calare del buio: la guarnigione tedesca resistette ferocemente ingaggiando combattimenti casa per casa, ma gradualmente i britannici riuscirono ad assicurarsi il controllo degli edifici chiave della città, facendo prigionieri diversi soldati nemici. Il comandante della guarnigione tedesca, il maggiore Riehl, fu catturato più tardi durante un rastrellamento nella zona nord. Per il 27 ottobre la maggior parte di 's-Hertogenbosch era ormai in mano ai britannici, i quali iniziarono a rastrellare le ultime sacche di resistenza ancora in mano ai tedeschi. Nel corso della mattina, tuttavia, una forza tedesca delle dimensioni di una compagnia lanciò un contrattacco nella zona della stazione con il supporto di tre carri armati e cinque cannoni d'assalto: il fuoco delle armi leggere e dei mortai del 7th Royal Welch disperse la fanteria tedesca, e i cannoni anticarro respinsero rapidamente l'attacco dei corazzati. Due veicoli tedeschi furono distrutti nello scontro, mentre altri quattro blindati danneggiati furono catturati più tardi dai britannici.
Per il pomeriggio del 27 ottobre la resistenza tedesca era ormai cessata e la città era stata liberata; la 160th Brigade rilevò quindi la 158th Brigade nel presidio della zona a occidente del Dommel, e quest'ultima si spostò in riserva nell'area a est di 's-Hertogenbosch. La battaglia per la liberazione di 's-Hertogenbosch era stata molto dura: 145 soldati britannici e 254 civili olandesi erano stati uccisi negli scontri in città, mentre le perdite tedesche non sono note ma furono certamente più alte.

#### L'operazione Colin

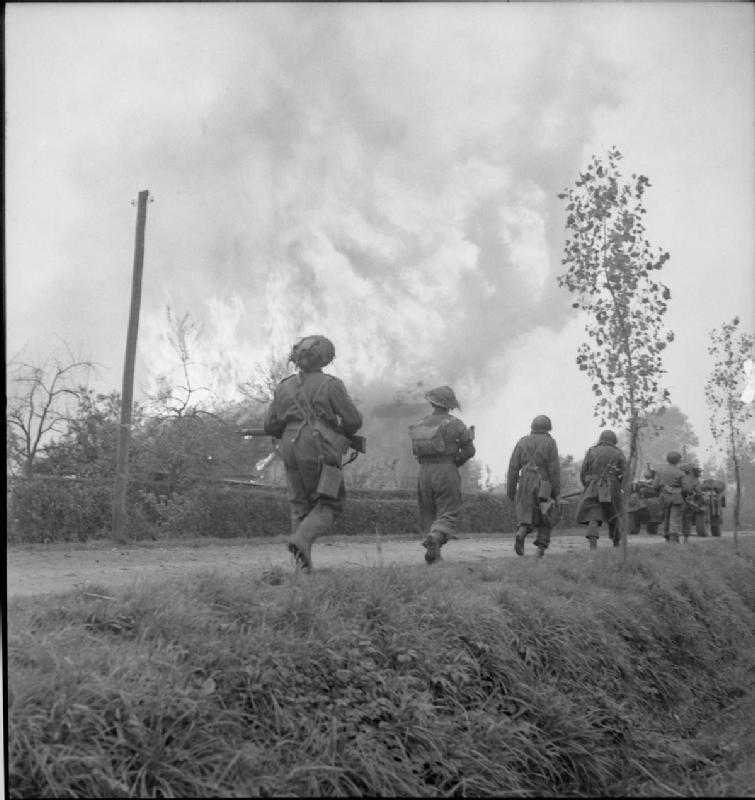
Fanti della 51st (Highland) Infantry Division superano il villaggio di St Michielsgestel in fiamme il 24 ottobre 1944

La 51st Infantry Division, composta dalla 152nd, 153rd e 154th Infantry Brigade, mosse all'attacco a partire dal villaggio di Eerde vicino Veghel, circa 17 chilometri a est di 's-Hertogenbosch; a fronteggiare i britannici vi era la 59. Infanterie-Division tedesca, un'unità di veterani, la quale teneva la "Linea Eerde" tra Boxtel e Veghel.
L'attacco iniziò all'alba del 23 ottobre e i britannici occuparono l'abitato di Schijndel con relativa facilità, continuando poi a premere in avanti nonostante la resistenza tedesca si andasse consolidando. La 152nd Brigade ripulì dal nemico i boschi a est del corso del fiume Dommel, nonché la zona dietro agli argini attorno a Boxel e Schijndel; nonostante la resistenza di alcuni tenaci reparti di paracadutisti tedeschi (Fallschirmjäger), i britannici si assicurarono i loro obiettivi nonostante alcune perdite. Reparti della brigata, appoggiati da unità d'artiglieria canadesi, raggiunsero la cittadina di Vught e liberarono il campo di concentramento di Herzogenbusch il 26 ottobre; la situazione nella cittadina era piuttosto confusa, e il 7th Battalion, Black Watch che vi aveva fatto ingresso fu sottoposto a un pesante fuoco di mortai proveniente dalla zona del vecchio Fort Isabella a sud di 's-Hertogenbosch, che fu infine messo a tacere verso le 15:00.
Nel mentre, i corazzati della 6th Guards Tank Brigate erano stati bloccati dal fuoco dei cannoni anticarro tedeschi appostati a Loon op Zand, e la 153rd Brigade fu pertanto inviata ad assisterli; i fanti britannici presero la cittadina e si spinsero quindi verso nord raggiungendo, il 30 ottobre, Sprang. La 154th Brigade stava nel frattempo sfruttando lo sfondamento iniziale muovendo verso nord-ovest alla volta di Raamsdonk, raggiunta verso il tramonto del 30 ottobre; le unità tedesche a Tilburg, nel disperato tentativo di non essere accerchiate, cercarono di mantenere la rotta con le retrovie aperta il più a lungo possibile, ma i britannici riuscirono a superare il corso del fiume Donge dopo aver scoperto un ponte intatto sopra di esso e di conseguenza presero la città di Geertruidenberg senza incontrare alcuna resistenza. Un piccolo contrattacco tedesco per riprendere il centro non riuscì a bloccare l'avanzata dei britannici, ma questi ultimi trovarono i ponti sulla Mosa a nord di Geertruidenberg già fatti saltare in aria dai tedeschi.

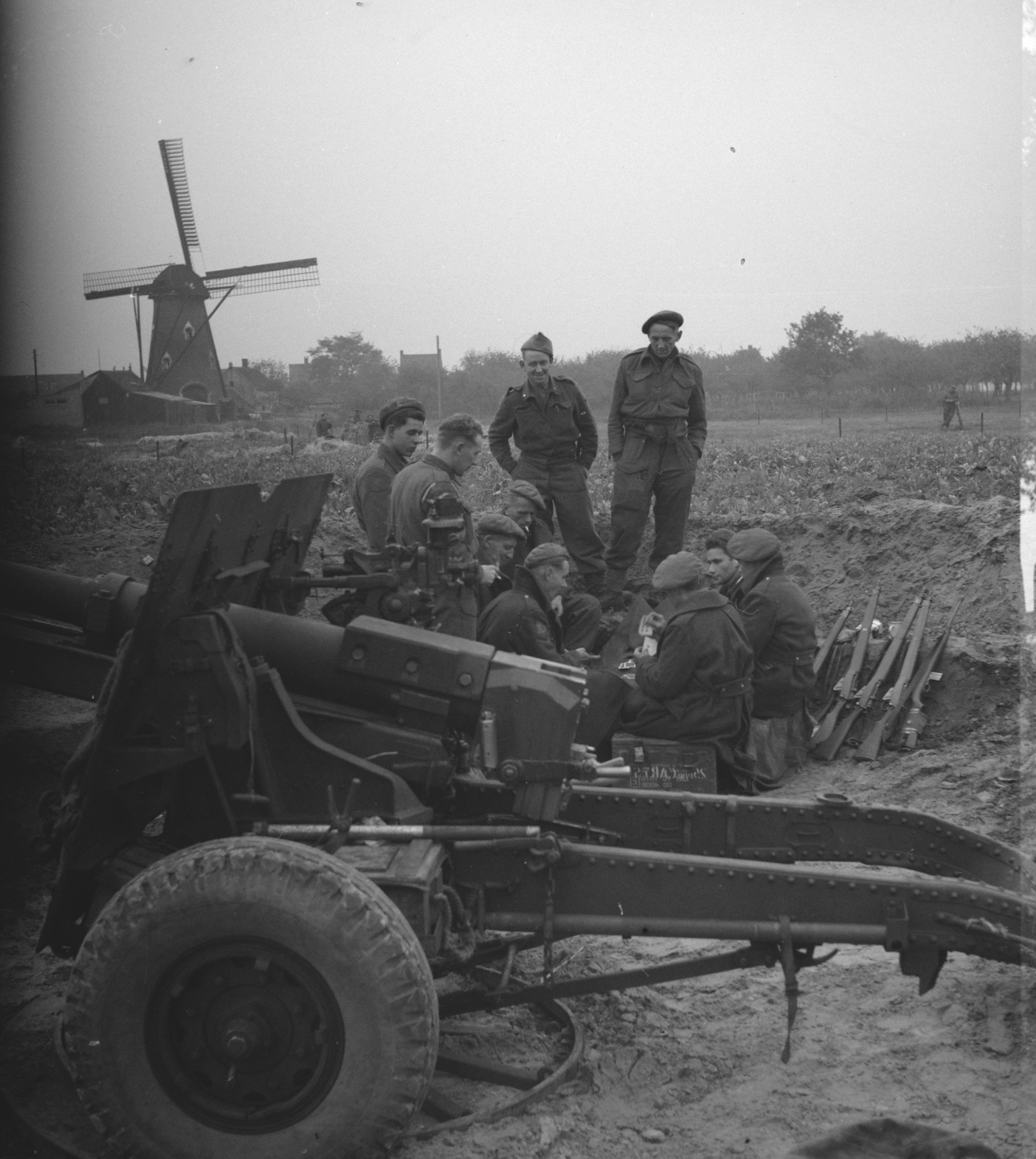
Truppe e artiglieria della Prinses Irene Brigade olandese in posizione sulla strada tra Tilburg e Breda il 26 ottobre 1944

Dopo aver preso Schijndel, la 153rd Brigade mosse su Boxtel solo per scoprire che la cittadina era stata completamente abbandonata dai tedeschi; nel corso delle celebrazioni per la liberazione di Boxtel i britannici riuscirono anche a recuperare un centinaio di paracadutisti della 1st Airborne Division, scampati alla cattura da parte dei tedeschi al termine della battaglia di Arnhem e nascostisi nella zona. Il ponte di Hal era stato tuttavia fatto saltare in aria e i tedeschi presidiavano la zona in forze. La 51st Division aveva così concluso il suo ruolo nell'operazione Colin, e tutta la divisione ebbe quindi qualche giorno di riposo; più a sud, nel frattempo, la 15th Division stava muovendo in direzione di Tilburg.

#### La liberazione di Tilburg
Nelle prime ore del 26 ottobre, una colonna della 15th Division appoggiata dai carri della 6th Guards Tank Brigade mosse dalle sue posizioni nei dintorni di Moergestel e catturò l'abitato di Oisterwijk con un'azione fulminea. Il corpo centrale della divisione mosse quindi in avanti per lanciare un assalto concentrico a Tilburg, una delle città industriali più grandi dei Paesi Bassi; la Prinses Irene Brigade olandese appoggiava l'assalto dei britannici sferrando attacchi più a sud, ma non fu in grado di aprirsi la strada fino a Tilburg e fu infine bloccata nei pressi di Broekhoven dalla resistenza tedesca. L'attacco degli olandesi, ad ogni modo, attirò l'attenzione dei tedeschi permettendo alla 44th Lowland Infantry Brigade di porsi alla testa dell'avanzata e di aprirsi la via per Tilburg incontrando poca resistenza; la città fu quindi liberata il 27 ottobre dopo che i tedeschi si furono ritirati senza combattere. La 15th Division condusse quindi ulteriori avanzate fino a raggiungere Goirle, dove si ricollegò agli elementi avanzati della divisione corazzata polacca.
La 15th Division e in seguito anche la 6th Guards Tank Brigade ricevettero poi l'ordine di unirsi con tutta fretta al VIII Corps britannico sul fianco orientale della Second Army, dove era iniziato un contrattacco tedesco nella zona delle paludi del Peel appena a sud-est di Eindhoven.

### Settore del I Corps

#### Bergen op Zoom

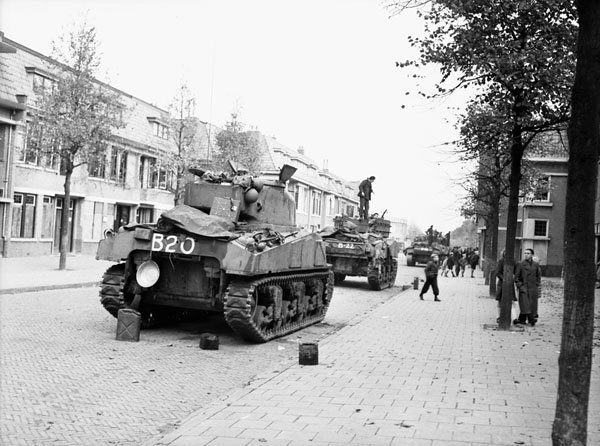
Carri armati Sherman canadesi nelle strade di Bergen op Zoom poco dopo la liberazione della città

Il I Corps iniziò i suoi attacchi a partire dal 23 ottobre al fine di assicurarsi il controllo dell'istmo del Zuid-Beveland e dell'importante via d'acqua dell'Hollandsch Diep, confinando le forze tedesche in una sacca di ridotte dimensioni. L'operazione Suitcase procedette inizialmente senza troppi problemi, e dopo due giorni i canadesi del The Algonquin Regiment si erano assicurati il controllo della cittadina di Essen nel nord del Belgio; l'avanzata dei reparti alleati era ostacolata da campi minati e blocchi stradali, ma i combattimenti veri e propri furono inizialmente piuttosto scarsi. La situazione mutò quando gli Alleati passarono il confine belga-olandese, e scontri con diverse vittime si verificarono nei pressi della piantagione Wouwse. Il 26 ottobre, il comandante in capo delle forze tedesche a ovest feldmaresciallo Gerd von Rundstedt dispose che «per prevenire uno sfondamento nemico ed economizzare le nostre forze, la 15. Armee [era autorizzata] a ritirarsi sulla linea generale Bergen op Zoom - Roosendaal - Breda - Dongen - ovest di 's-Hertogenbosch».
Per il 27 ottobre la 4th Armoured Division canadese era giunta alla periferia di Bergen op Zoom: due compagnie di fanti del The Lincoln and Welland Regiment si erano spinte in avanti caricate sopra i carri armati e si erano attestate presso una carreggiata appena a sud e ad est della città. La fulminea avanzata canadese su Bergen op Zoom convinse von Rundstedt a richiamare in difesa della città la 6. Fallschirmjäger-Division, un'unità d'élite la quale fino a quel momento era stata impegnata a contrastate gli attacchi della First Canadian Army nell'estuario della Schelda; nel frattempo, il The Algonquin Regiment stava cercando di circondare le postazioni tedesche a Steenbergen, poco a nord di Bergen op Zoom, mentre il Governor General's Foot Guards muoveva direttamente sulla città.
Affrontando la confusa guarnigione della città, principalmente composta da reparti della 711. Infanterie-Division, i corazzati del South Alberta Regiment e i fanti nel Lincoln and Welland Regiment iniziarono a entrare a Bergen op Zoom la mattina del 28 ottobre, facendosi largo verso la piazza centrale del Grote Markt; la maggior parte del centro abitato fu liberata rapidamente, incontrando la gioia e la calorosa accoglienza della popolazione olandese locale, ma i tedeschi riuscirono a mantenere il possesso della parte nord della città. Appena arrivati, i paracadutisti tedeschi della 6. Fallschirmjäger-Division affrontarono i canadesi con panzerfaust e cannoni d'assalto mettendo fuori combattimento diversi carri armati nemici, ma si ritirarono infine verso Steenbergen non appena divenne chiaro che il Governor General's Foot Guards stavano minacciando la loro linea di rifornimento; le ultime unità tedesche abbandonarono Bergen op Zoom il 30 ottobre. L'Algonquin Regiment e i carri del The Canadian Grenadier Guards mossero quindi il giorno dopo verso il villaggio di Welberg, poco fuori Steenbergen: il villaggio fu tuttavia vigorosamente difeso dai paracadutisti della 6. Fallschirmjäger-Division, i quali impegnarono i canadesi in una battaglia della durata di tre giorni.

#### Breda e il fiume Mark

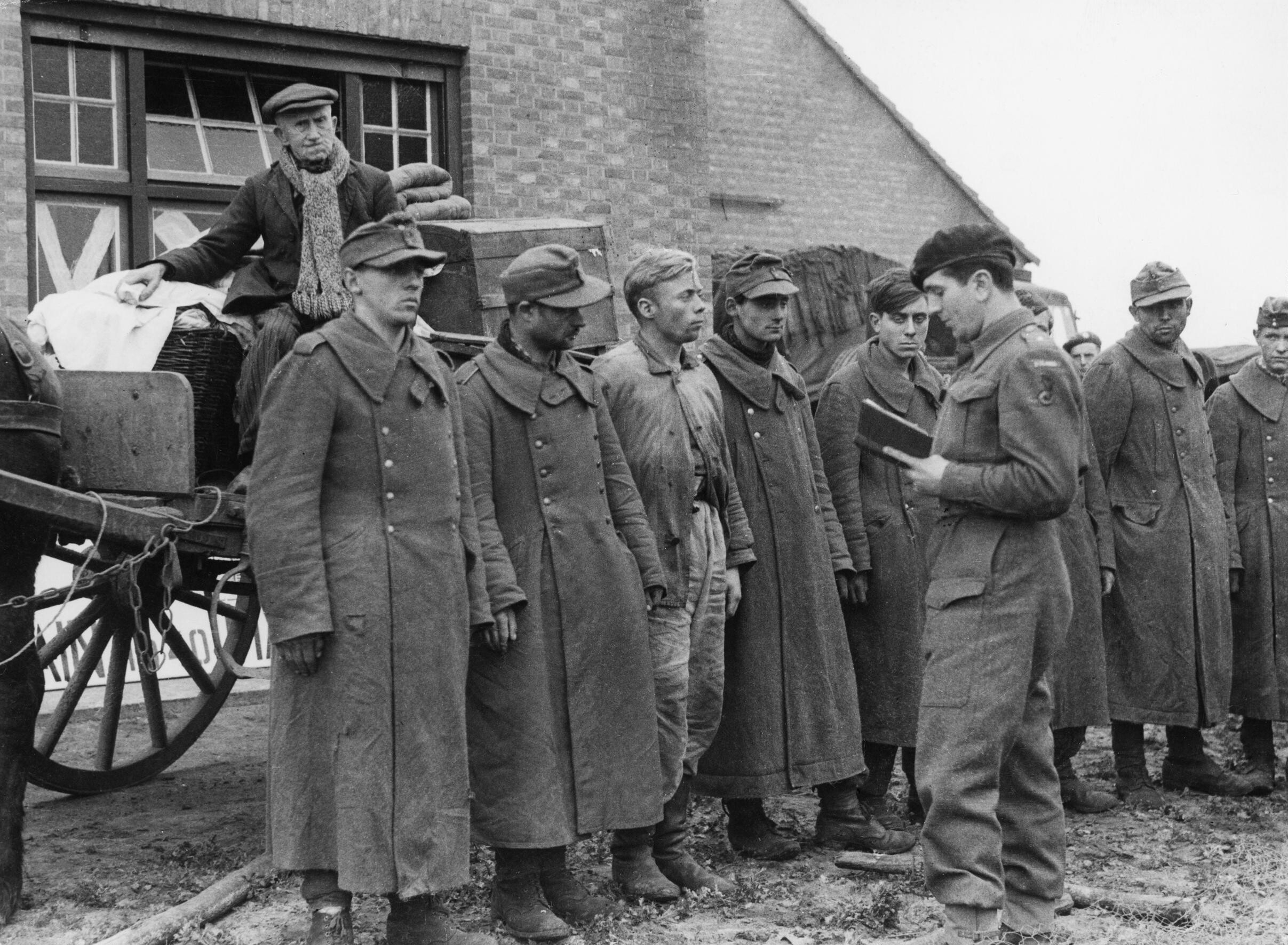
Un ufficiale polacco passa in rassegna dei prigionieri tedeschi catturati nella zona di Breda

Mentre l'ala sinistra del I Corps britannico si apriva la strada combattendo verso nord lungo le regioni costiere olandesi, il 27 ottobre la divisione corazzata polacca del generale Stanisław Maczek, schierata alla destra del corpo e punto di giunzione tra la First Canadian Army a ovest e la Second Army britannica a est, fu lanciata in avanti per compiere un accerchiamento della città di Breda dopo aver tagliato la strada di collegamento con Tilburg. L'unità era divisa in due gruppi d'attacco: quello meridionale sarebbe avanzato da Gilze attraverso Bavel per dirigere alla volta della periferia meridionale di Breda, mentre quello settentrionale avrebbe attaccato attraverso i villaggi di Molenschot e Dorst per poi completare l'accerchiamento di Breda da nord.
Nelle prime ore del 29 ottobre la divisione diede il via ai suoi attacchi verso Breda. I polacchi si assicurarono rapidamente l'abitato di Gilze, seguito poco dopo dall'occupazione dei villaggi di Molenschot e Dorst; l'avanzata su Breda fu però ostacolata dall'artiglieria tedesca e da un contrattacco nei pressi di Dorst che, sebbene respinto, ritardò la liberazione della città. Le forze tedesche cedettero però rapidamente e si ritirarono verso nord; nel corso del 30 ottobre la maggior parte del centro abitato era stata presa dalle forze alleate. Breda fu liberata con pochi danni e ancor meno vittime tra la popolazione civile, ma 42 soldati polacchi e due canadesi furono uccisi negli scontri attorno alla città.
Dopo aver preso Breda, la divisione polacca e la 2nd Canadian Armoured Brigade furono spinte in avanti verso Moerdijk e i suoi importanti ponti sul fiume Mosa. Il 31 ottobre i polacchi, supportati da unità della Royal Artillery britannica, presero l'abitato di Moerdijk e raggiunsero la linea del fiume Mark e dei suoi canali fluviali; i polacchi riuscirono ad attraversare il corso d'acqua, ma i rinforzi tedeschi appena arrivati sferrarono una serie di pesanti contrattacchi contro la testa di ponte appena stabilita. I polacchi riuscirono a respingere i primi attacchi, ma il 1º novembre i tedeschi rinnovarono l'offensiva con più forze e fino a sera i polacchi dovettero aggrapparsi disperatamente alle loro posizioni; solo quando rinforzi d'artiglieria alleati arrivarono in appoggio della testa di ponte lo slancio del contrattacco tedesco poté essere bloccato.
Sbarcata in Europa all'inizio di settembre 1944, la 104th Infantry Division statunitense era stata trasportata dai suoi punti di raduno in Francia fino nei Paesi Bassi appositamente per supportare le operazioni del 21st Army Group nella zona; la divisione fu schierata in mezzo tra la 49th Infantry Division britannica sulla sinistra e la divisione corazzata polacca sulla destra, e iniziò le operazioni offensive a partire dal 20 ottobre. Tra il 25 e il 30 ottobre, dopo una serie di continui attacchi, la divisione era avanzata di circa 24 chilometri ed era ormai in vista del fiume Mark, andando a liberare la città di Zundert al termine di duri scontri con i tedeschi; nel giro di poco tempo le truppe statunitensi si assicurarono il controllo della strada tra Breda e Roosendaal, oltre a sopraffare le difese nemiche lungo il canale Vaart. Le cittadine di Achtmaal, Leur ed Etten furono liberate durante la spinta finale della divisione verso il Mark, le cui sponde furono raggiunte il 31 ottobre. Un attacco coordinato oltre il Mark sferrato il 2 novembre consentì di stabilire una testa di ponte a Standdaarbuiten attraverso la quale l'intera divisione poté stabilirsi sulla sponda settentrionale; nei successivi due giorni, gli statunitensi sospinsero i resti delle forze tedesche verso settentrione alla volta della Mosa, le cui sponde furono raggiunte il 5 novembre quando gli statunitensi catturarono il centro di Zevenbergen.

#### L'operazione Rebound

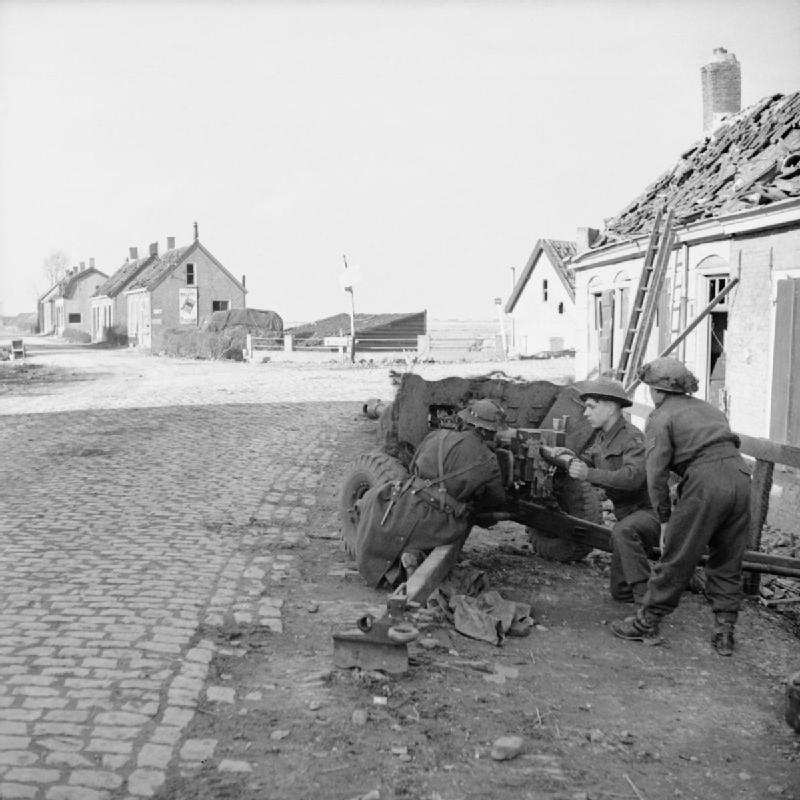
Un cannone anticarro Ordnance QF 6 lb della 49th Division di guardia a una strada di Willemstad

Il piano per l'attuazione dell'operazione Rebound prevedeva un attacco della 49th Infantry Division britannica attraverso Loenhout, al fine di creare una breccia in cui inserire una forza corazzata (la "Clarkeforce") con cui sfruttare lo sfondamento avanzando lungo la strada principale per Wuustwezel; la "Clarkeforce" era una formazione ad hoc composta dai carri Churchill del 107th Regiment Royal Armoured Corps e dalla fanteria del 1st Battalion Leicestershire Regiment, supportati da una troop di cacciacarri 17pdr SP Achilles, una troop di carri Churchill "Crocodile" lanciafiamme e un reggimento di artiglieria. "Rebound" iniziò il 20 ottobre con uno sbarramento di artiglieria, seguito da un'avanzata della "Clarkeforce" a partire dalle 16:00: l'unità aggirò diversi punti di resistenza nemici lasciando la loro eliminazione alle truppe di rincalzo, e raggiunse infine un'area nota come "Stone Bridge". I combattimenti per il possesso di questo punto strategico proseguirono per il resto del pomeriggio, ma il ponte fu preso prima che potesse essere fatto saltare e la "Clarkeforce" lo sfruttò per avanzare ulteriormente in profondità ed entrare a Wuustwezel dal retro, prendendo prigionieri nel corso del primo giorno 500 soldati tedeschi; i carri britannici tentarono di avanzare ulteriormente nel corso della notte, ma furono infine fermati dai blocchi stradali dei tedeschi.
Dopo lo sfondamento iniziale, la 49th Division mosse quindi alla volta di Nieuwmoer. La punta di lancia rappresentata dalla "Clarkeforce" fu inizialmente bloccata dalla resistenza di reparti tedeschi nascosti nelle zone boscose, salvo poi riprendere quando questa fu messa a tacere dall'artiglieria d'appoggio; il 22 ottobre i britannici raggiunsero Esschen, che fu presa dopo aver eliminato alcune sparpagliate sacche di resistenza tedesche. La 56th Infantry Brigade si fece quindi in avanti e avanzò da Esschen a Nispen nel corso della notte tra il 25 e il 26 ottobre; la "Clarkeforce" si diresse la mattina seguente verso Brembosch, affrontando le forti retroguardie tedesche e venendo ritardata dagli ostacoli posti lungo la strada, tra cui un enorme fossato anticarro che dovette essere attraversato.
La perdita di Esschen e del suo importante crocevia stradale fece infuriare l'Oberkommando der Wehrmacht, resosi conto troppo tardi che questo era stato il suo punto più debole; le richieste di ripiegamento furono respinte e il comando del LXVII Armeekorps generale Sponheimer ricevette piuttosto l'ordine di organizzare subito un contrattacco in forze. La 256. Infanterie-Division, supportata da tutta l'artiglieria del LXVII Armeekorps, mosse quindi in avanti nel tentativo di riprendere Wuustwezel: il contrattacco colpì duro le posizioni del Leicestershire Regiment, con due plotoni britannici completamente sopraffatti nello scontro, ma entro sera i tedeschi erano stati costretti a ritirarsi dopo aver subito pesanti perdite umane oltre a 13 tra carri armati e cannoni d'assalto lasciati distrutti sul campo.
Entro il 31 ottobre la "Clarkeforce" si era mossa attraverso Wouw e aveva raggiunto Roosendaal; furono richiesti ulteriori rinforzi di artiglieria e mezzi corazzati visto che ci si attendeva di incontrare una pesante resistenza nella città, ma una pattuglia esplorante spintasi in avanti con la copertura della nebbia si accorse che i tedeschi avevano completamente abbandonato il centro abitato, che fu quindi liberato senza subire ulteriori distruzioni. Il successivo obiettivo della 49th Division, Willemstad, si trovava a 16 chilometri di distanza, ma era circondato da terreno non adatto ai mezzi corazzati: di conseguenza la "Clarkeforce" fu sciolta e la divisione preparò una convenzionale avanzata di fanteria. Willemstad fu infine presa il 6 novembre senza incontrare alcuna resistenza significativa, visto che la guarnigione tedesca si era già ritirata sull'altro lato della Mosa.

### La fine dell'operazione
Von Rundstedt era impensierito dagli sviluppi dell'offensiva alleata in Brabante, e tentò di distrarre le forze nemiche sferrando un contrattacco in un altro settore del fronte. Il 26 ottobre due divisioni di panzergrenadier attaccarono il fianco orientale della Second Army britannica nella zona delle paludi del Peel appena a sud-est di Eindhoven; la 7th Armored Division statunitense, distaccata in appoggio alle forze britanniche, sostenne il grosso del peso iniziale dell'attacco e corse il rischio di finire accerchiata nelle vicinanze della città di Meijel. Dempsey reagì però con rapidità, richiamando dalla zona di Tilburg la 15th Division e la 6th Guards Tank Brigade concentrandole alle spalle delle forze statunitensi; tra il 29 ottobre e il 7 novembre, nel corso di pesanti scontri combattuti spesso in mezzo al fango e alla pioggia, le forze alleate respinsero i tedeschi sulle loro posizioni iniziali e allontanarono qualsiasi pericolo dal fianco della Second Army.
Visto il completo fallimento del suo contrattacco, von Rundstedt, nel tentativo di evitare una completa distruzione della 15. Armee, autorizzò infine una ritirata generale sulla linea del fiume Mark; il fronte tedesco lungo la linea che andava da Bergen op Zoom a 's-Hertogenbosch via Breda era però già stato rotto in diversi punti e gli Alleati erano in marcia nella zona a sud della Mosa. Von Rundstedt riferì a Hitler che la 15. Armee doveva essere autorizzata al più presto a ripiegare a nord del fiume Waal, ma Hitler si oppose e ordinò di arrestare l'avanzata del nemico nella zona a sud della Mosa; con la situazione dell'armata che andava deteriorandosi von Rundstedt chiese nuovamente il permesso di ritirarla, ma Hitler si oppose ancora e riferì di aver ordinato che grossi rinforzi fossero inviati a puntellare la linea della 15. Armee. Più significativamente, il generale Kurt Student, comandante della 1. Fallschirm-Armee schierata sul fianco sinistro della 15. Armee, ricevette l'ordine di assumere il comando di tutte le forze tedesche nel nord-ovest dei Paesi Bassi sotto un quartier generale noto come "Heeresgruppe Student" ("gruppo d'armate Student"); il comando fu attivato l'11 novembre, e fu poi ridesignato come Heeresgruppe H.
L'operazione Pheasant era alle battute finali. Il 4 novembre la 51st Infantry Division, supportata sulla sinistra dalla 7th Armoured Division, sferrò un attacco (operazione Guy Fawkes) attraverso il canale di Afwaterings per eliminare una piccola testa di ponte rimasta in mano ai tedeschi poco a ovest di 's-Hertogenbosch; affrontando una resistenza piuttosto sparpagliata, i britannici ripulirono la zona dal nemico ed eliminarono la testa di ponte nel giro di pochi giorni. Per il 5 novembre la pressione costante del I Corps britannico aveva portato alla rottura della linea di resistenza tedesca lungo il fiume Mark: nel corso dei successivi tre giorni il corpo si spinse in avanti fino alla riva meridionale della Mosa, anche se non abbastanza rapidamente da impedire la distruzione dei ponti di Moerdijk da parte dei tedeschi. Queste azioni segnarono quindi la conclusione dell'operazione Pheasant.

## Conseguenze

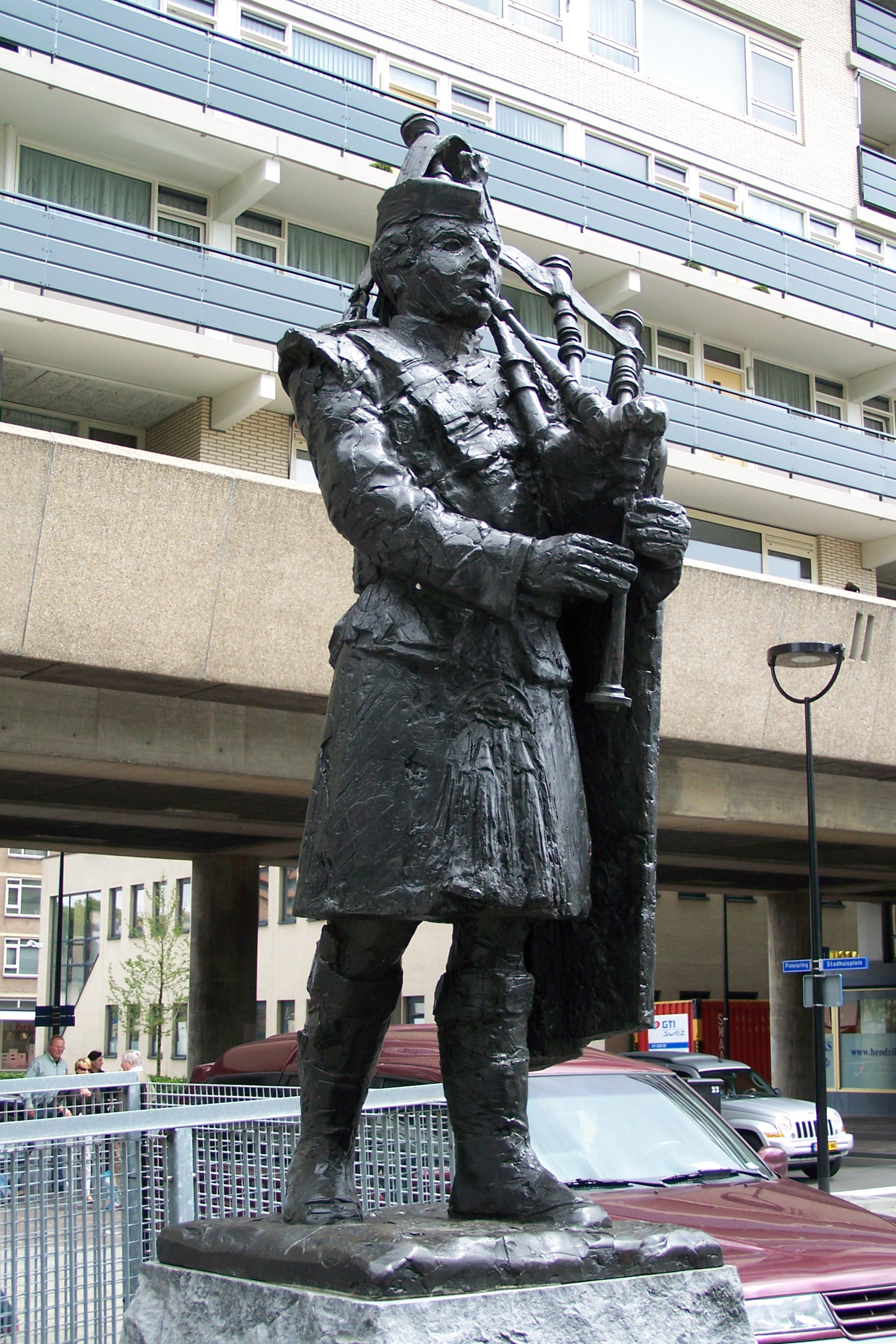
Il moderno memoriale di Tilburg dedicato alla 15th Division britannica che liberò la città nell'ottobre 1944

Dopo la conclusione dell'operazione Pheasant, la First Canadian Army assunse la responsabilità del fronte lungo la riva della Mosa dalla foce fino a Maren più a monte, oltre a rilevare il XXX Corps britannico nel presidio del saliente di Nimega.
La ritirata della Wehrmacht dal Brabante non collassò in una rotta: i tedeschi usarono tattiche dilatorie per ritardare l'avanzata del nemico e opposero una resistenza determinata agli attacchi degli Alleati. Gli Alleati, dal canto loro, non riuscirono a sferrare un colpo decisivo al nemico, ma furono in grado ad ogni modo di realizzare l'obiettivo centrale di ripulire dalle forze tedesche tutta la regione compresa tra Anversa e la Mosa, mettendo in sicurezza le loro linee di approvvigionamento; in aggiunta, l'offensiva tagliò completamente fuori le forze tedesche che ancora difendevano l'estuario della Schelda, sottoposte alla contemporanea pressione dei reparti canadesi: di conseguenza, alla fine dell'offensiva canadese in novembre e alla messa in sicurezza della zona di Walcheren circa 40 000 soldati tedeschi caddero prigionieri degli Alleati. Con la Schelda completamente libera da ostacoli e le postazioni tedesche che la guarnivano eliminate, Anversa divenne il porto più importante di cui gli Alleati usufruirono nei mesi seguenti.
Le forze tedesche subirono pesanti perdite nella campagna: la 15. Armee registrò la perdita di circa 8 000 soldati presi prigionieri e un numero maggiore di morti e feriti; la 712. Infanterie-Division, che da sola registrò 1 700 soldati caduti prigionieri e molti altri uccisi o feriti, dovette essere ritirata dal fronte per essere riorganizzata. Per i civili olandesi, l'operazione Pheasant fu un gradito sollievo: il Brabante Settentrionale fu liberato quasi per intero, e salvo che nel caso di 's-Hertogenbosch le città della regione furono prese dagli Alleati relativamente intatte e con solo poche vittime tra gli abitanti, principalmente perché i tedeschi si ritirarono da esse rinunciando a difenderle con ostinazione.
Le operazioni nei Paesi Bassi proseguirono in novembre e dicembre 1944, quando la Second Army britannica liberò la porzione nord-occidentale del Limburgo; per la fine dell'anno, la maggior parte dei Paesi Bassi meridionali a sud del corso del Reno era libera dall'occupazione tedesca. La completa liberazione dei territori olandesi dovette però attendere ancora alcuni mesi: nel gennaio 1945 le forze britanniche liberarono il Limburgo orientale nel corso dell'operazione Blackcock, ma solo nell'aprile seguente le forze canadesi si spinsero verso nord oltre il Reno liberando Arnhem e iniziando la spinta finale alla volta dei Paesi Bassi settentrionali.